# 畢爾包舊城

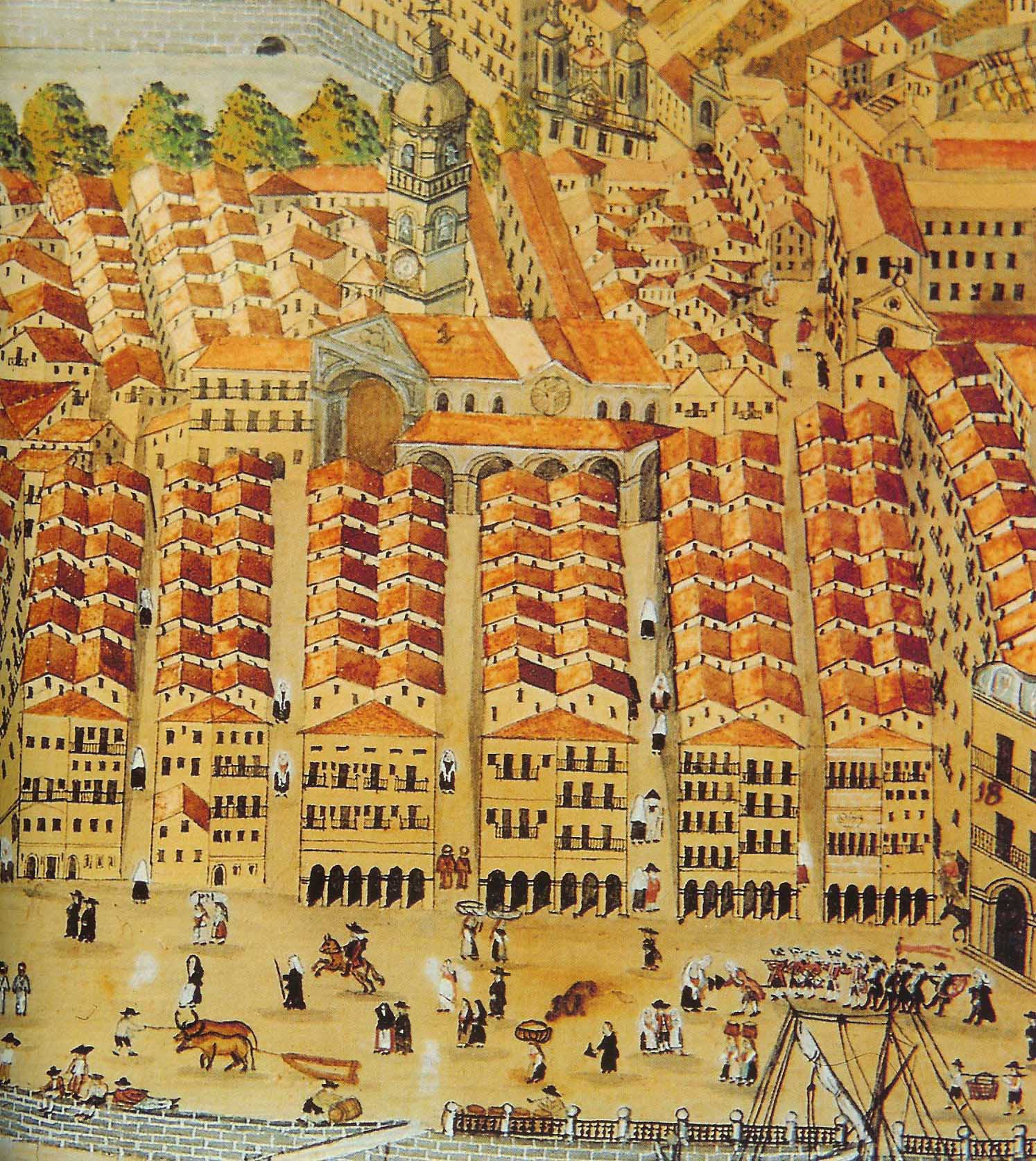
18世紀時的畢爾包舊城

畢爾包舊城（西班牙語：Casco Viejo）是西班牙巴斯克自治區城市畢爾包最古老的地區，又稱七街區。畢爾包舊城修建於1300年，現在仍保留有中世紀時期的風貌。建城之初這裡曾只有三條街道，但在15世紀又興建了4條街道。1569年，畢爾包舊城發生大火。1571年，畢爾包舊城拆除了城牆。

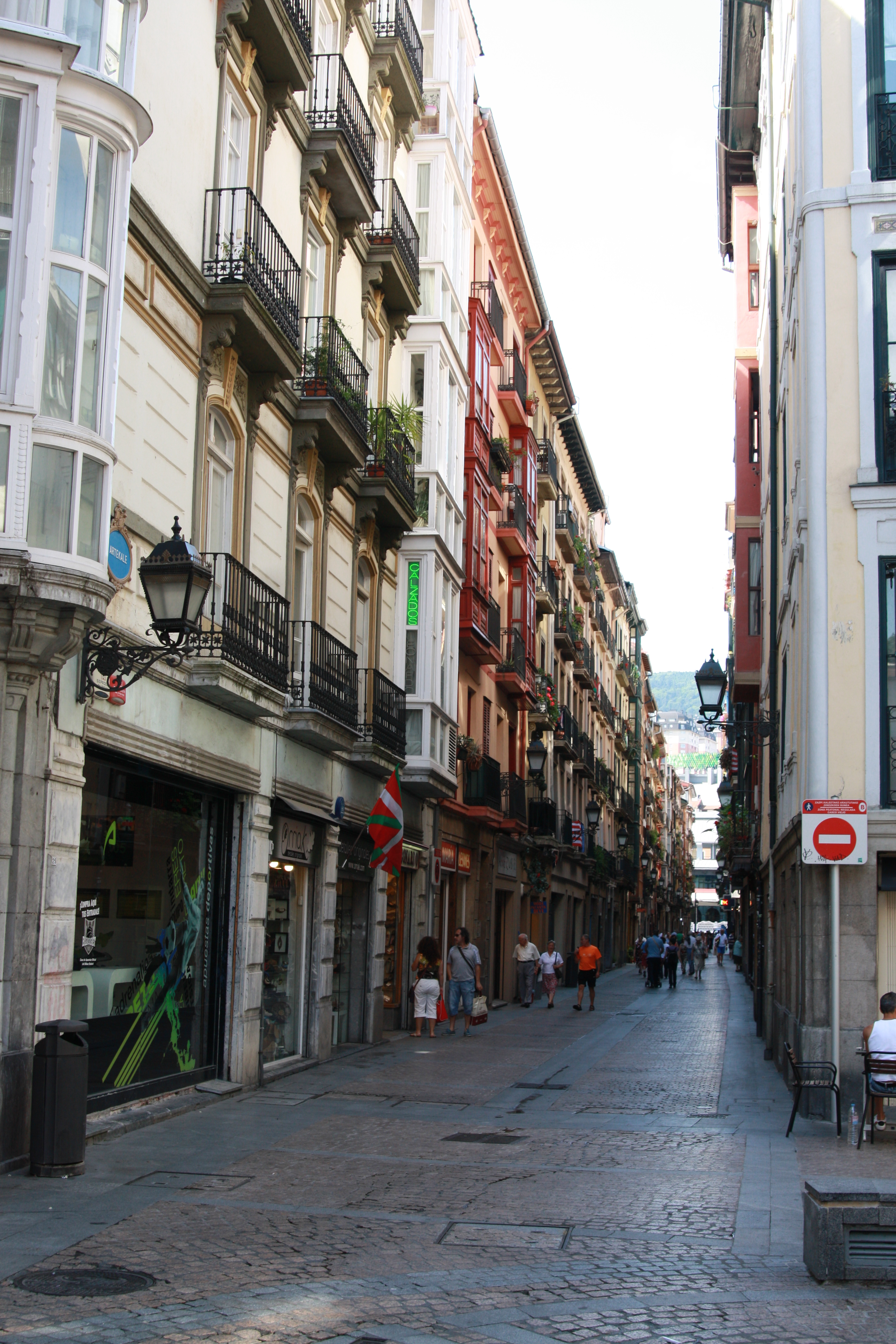
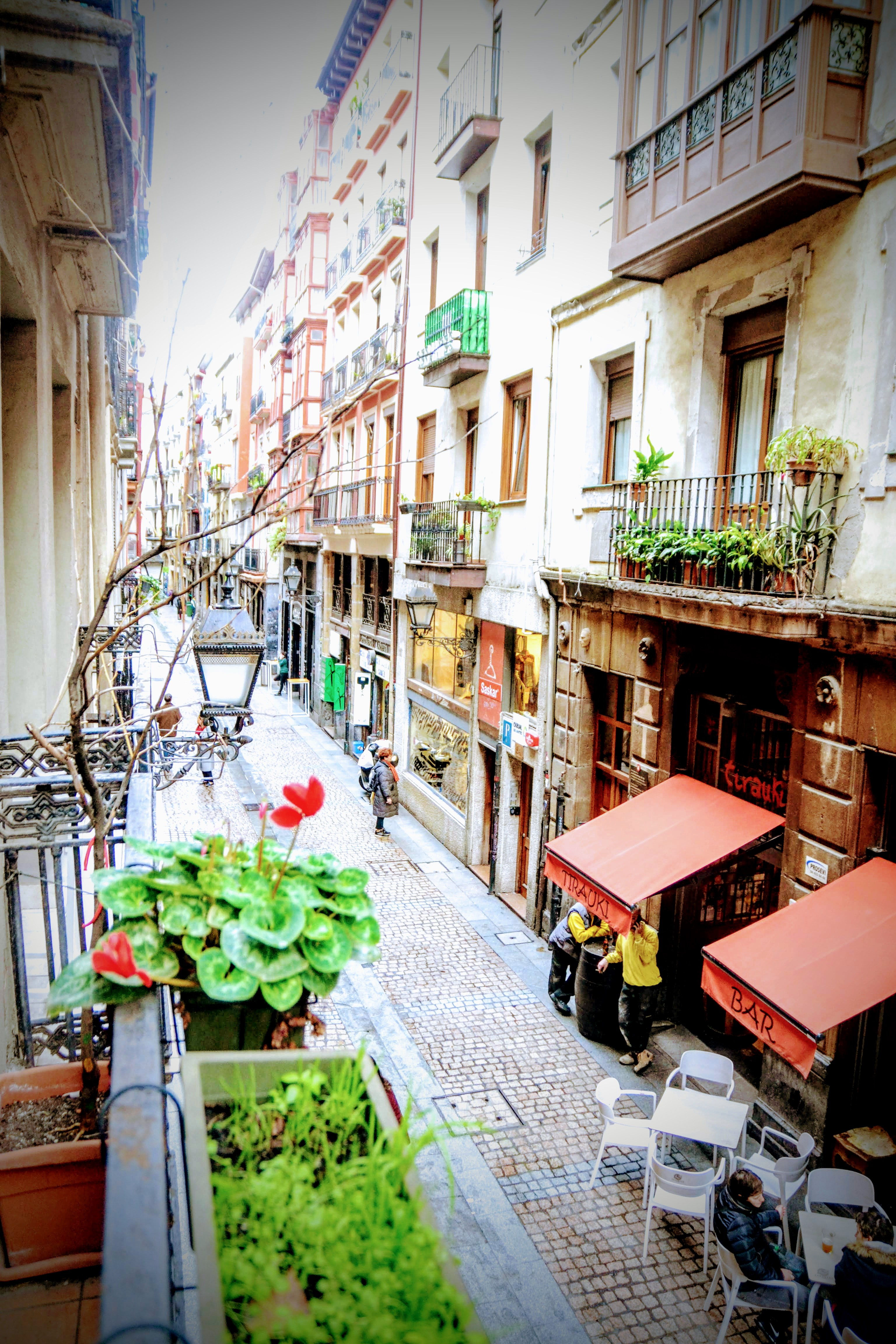
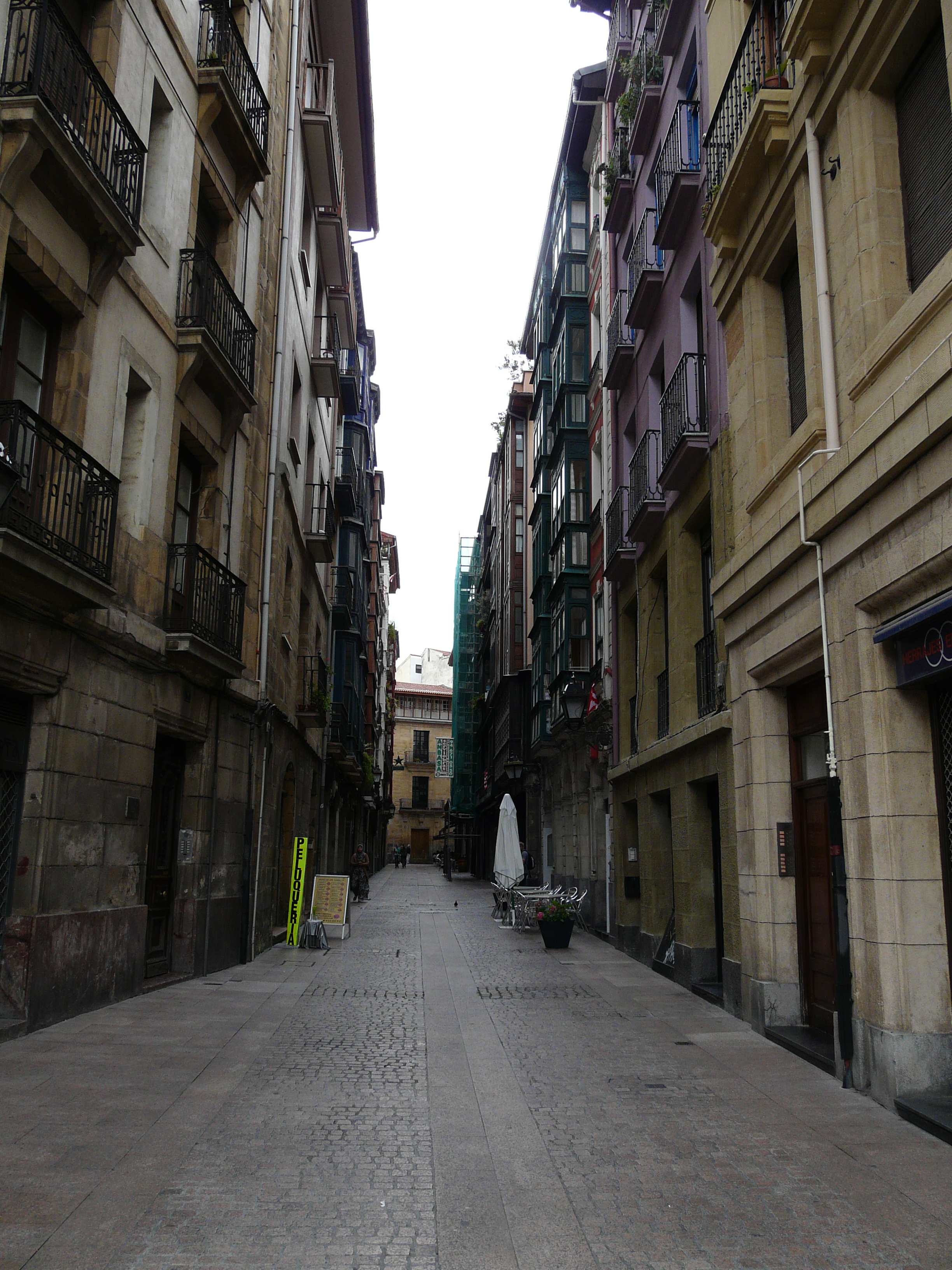